# Missy-aux-Bois
Missy-aux-Bois és un municipi francès situat al departament de l'Aisne i a la regió dels Alts de França. L'any 2007 tenia 103 habitants.

## Demografia

### Població
El 2007 la població de fet de Missy-aux-Bois era de 103 persones. Hi havia 36 famílies de les quals 12 eren unipersonals (4 homes vivint sols i 8 dones vivint soles), 8 parelles sense fills i 16 parelles amb fills.
La població ha evolucionat segons el següent gràfic:
Habitants censats

### Habitatges
El 2007 hi havia 46 habitatges, 41 eren l'habitatge principal de la família i 4 estaven desocupats. Tots els 46 habitatges eren cases. Dels 41 habitatges principals, 27 estaven ocupats pels seus propietaris i 14 estaven llogats i ocupats pels llogaters; 3 tenien dues cambres, 3 en tenien tres, 9 en tenien quatre i 26 en tenien cinc o més. 28 habitatges disposaven pel capbaix d'una plaça de pàrquing. A 14 habitatges hi havia un automòbil i a 24 n'hi havia dos o més.

### Piràmide de població
La piràmide de població per edats i sexe el 2009 era:
| Homes | Edats   | Dones |
| ----- | ------- | ----- |
| 0     | 95 o +  | 0     |
| 0     | 90 a 94 | 0     |
| 4     | 85 a 89 | 0     |
| 0     | 80 a 84 | 0     |
| 4     | 75 a 79 | 0     |
| 0     | 70 a 74 | 4     |
| 0     | 65 a 69 | 4     |
| 8     | 60 a 64 | 4     |
| 0     | 55 a 59 | 0     |
| 4     | 50 a 54 | 4     |
| 0     | 45 a 49 | 0     |
| 8     | 40 a 44 | 4     |
| 0     | 35 a 39 | 0     |
| 8     | 30 a 34 | 4     |
| 8     | 25 a 29 | 8     |
| 4     | 20 a 24 | 4     |
| 4     | 15 a 19 | 0     |
| 0     | 10 a 14 | 12    |
| 8     | 5 a 9   | 0     |
| 4     | 0 a 4   | 8     |

## Economia
El 2007 la població en edat de treballar era de 67 persones, 52 eren actives i 15 eren inactives. De les 52 persones actives 48 estaven ocupades (29 homes i 19 dones) i 4 estaven aturades (1 home i 3 dones). De les 15 persones inactives 4 estaven jubilades, 7 estaven estudiant i 4 estaven classificades com a «altres inactius».
Activitats econòmiques
Dels 2 establiments que hi havia el 2007, 1 era d'una empresa de construcció i 1 d'una empresa de serveis.
L'únic servei als particulars que hi havia el 2009 era una lampisteria.

## Poblacions més properes
El següent diagrama mostra les poblacions més properes.